# Münchener Freiheit
Pour les articles homonymes, voir Freiheit (homonymie).
Münchener Freiheit, également connu sous le nom de Freiheit, est un groupe de pop allemand. Entre 1982 et 2009, ils sortirent dix-huit albums, dont six deviennent disques d'or, et en vendent plus de cinq millions en Europe. Leur nom, littéralement Liberté Munichoise vient du nom d'une place de la ville allemande de Munich, renommée Münchner Freiheit (de) en 1998.

## Biographie

### Premières années
Le groupe, composé de Stefan Zauner (chant, claviers), Aron Strobel (guitare et chant), Rennie Hatzke (percussions), Michael Kunzi (basse et chant) et Alex Grünwald (claviers), se forme au début des années 1980. 
Leur premier album, Umsteiger, sorti en 1982, mélangeait une musique new wave assez dure à la voix plutôt douce de Stefan Zauner. Il est suivi un an plus tard de Licht, qui amène le groupe dans un style plus synthpop. C'est Oh Baby, un titre tiré de leur troisième album, Herzschlag einer Stadt, présentant une musique new wave très commerciale, qui les fait connaître en Allemagne en 1984. Le titre atteignit le Top 30.

### Percée
Le premier album à succès du groupe est Von Anfang an, en 1986. Il contient plusieurs nouveaux titres, mais également une version live de Zeig mir die Nacht (de l'album Umsteiger) et deux remixes d'anciens titres. Le succès de l'album est surtout dû à deux nouveaux titres, Ohne Dich (schlaf' ich heut' nacht nicht ein) et Tausendmal Du.

### Succès international
Vu le succès de Von Anfang an et de l'album suivant, Traumziel, Münchener Freiheit chercha le succès en dehors des frontières allemandes en enregistrant en anglais plusieurs titres de ces deux albums. Ils sortent Romancing in the Dark, qui contient la version anglaise de six titres de Traumziel ainsi que leurs trois plus grand succès allemands. La majorité des paroles anglaises de ce disque sont écrites par le groupe lui-même. L'album est distribué dans toute l'Europe et est notamment un succès en Suède, en Norvège et aux Pays-Bas. En Suisse, Ohne dich reste à la 1re place pendant 14 semaines. En Grèce, c'est sa version anglaise, Every Time, qui devint n°1.
En 1988, Münchener Freiheit sortit Fantasie en Allemagne et sa version anglaise, Fantasy, contenant les mêmes titres, traduits par des paroliers professionnels comme Tim Touchton et Curtis Briggs. Fantasie est un succès dans son pays d'origine où il atteint la quatrième place, et passe huit semaines dans le Top 10. Deux singles entrèrent dans le Top 15 : So lang' man Träume noch leben kann et Bis wir uns wiederseh'n. L'album traduit atteint un succès modéré en Europe. Le titre Keeping the Dream Alive fait connaître le groupe en Grande-Bretagne en 1988. Il atteint la quatorzième place des UK Singles Chart. La chanson est depuis considérée comme un classique de Noël au Royaume-Uni et se retrouve sur plusieurs compilations de Noël. Fantasy passe par contre inaperçu aux États-Unis, même si Keeping the Dream Alive sortit de l'ombre en 1989, grâce à la bande originale du film Say Anything.... Malgré tout, le groupe ne commercialisa plus aucun album en anglais aux USA.
L'album suivant, Purpurmond, est le dernier album du groupe à sortir également en version anglaise, sous le titre Love is No Science. Neuf des onze titres allemands furent réenregistrés en anglais, tout comme une nouvelle version de Tausendmal Du, cette fois appelée All I Can Do.

### Depuis 1991
Même si 1991 est une année calme pour le groupe, Zauner et Strobel furent très actifs, sortant sous le nom de Deuces Wild un album appelé Living in the Sun. L'album fut enregistré en anglais, avec des paroles écrites pour la plupart par Tim Touchton, qui avait travaillé avec Münchener Freiheit depuis Fantasy. Malgré le succès mitigé de Purpurmond, le groupe retrouve le Top 10 en 1992 avec Liebe auf den ersten Blick, entrant également dans le Top 15 avec le single du même nom. 
Münchener Freiheit représenta l'Allemagne au Concours Eurovision de la chanson en 1993, terminant à la dix-huitième place avec Viel zu weit. Un nouvel album, Energie, sort en 1994 et entra dans le Top 30. Par contre, les deux albums suivants Entführ' mich (1996) et Schatten (1998), ne sont pas classés.
Quittant Sony Music pour le label EastWest label, le groupe se dirige vers une musique pop plus conventionnelle pour son album suivant, Freiheit die ich meine (2000), qui entre dans le Top 50 allemand. Le groupe change à nouveau de label pour aller chez Koch International pour ses deux albums suivants, Wachgeküsst (2002) et Geile Zeit (2004). Même si le son de ces deux albums, relativement commercial, était très proche de celui de Freiheit die ich meine, ils ne quittent jamais les limites du Top 100 allemand.
Le groupe fête son 25e anniversaire en 2005 avec le double CD de rétrospective Alle Jahre, Alle Hits et un nouveau titre,  Du bist das Leben. Münchener Freiheit sortit un nouvel album, Eigene Wege en 2009, et continue à enregistrer et à faire des concerts, notamment en Allemagne et en Suisse alémanique.

## Discographie

### Albums studio
- Umsteiger (1982)
- Licht (1983)
- Herzschlag einer Stadt (1984)
- Traumziel (1986)
- Romancing in the Dark (1987)
- Fantasy (1988)
- Fantasie (1988)
- Purpurmond (1989)
- Love is No Science (1990)
- Liebe auf den ersten Blick (1992)
- Energie (1994)
- Entführ' mich (1996)
- Schatten (1998)
- Freiheit die ich meine (2000)
- Wachgeküsst (2002)
- Geile Zeit (2004)
- XVII (Jan. 2007)
- Eigene Wege (2009)
- Ohne Limit (Oct. 2010)

### Albums live
- Freiheit Live (1990)
- Alle Jahre-Alle Hits DVD of live concert, 24 Feb. 2005 (2005)

### Compilations
- Von Anfang an (1986)
- Ihr großten hits (1992)
- Schenk mir eine Nacht (1994)
- Definitive Collection (1997/1998)
- Simply the Best (1999) (ressorti sous le titre Tausendmal Du en 2001)
- Alle Jahre, Alle Hits (2005)

### Singles en anglais
- Every Time (45 tours et maxi 45 tours)
- Play It Cool (45 tours, maxi 45 tours et CD)
- Baby It's You (45 tours et CD)
- Back To The Sunshine (45 tours, disque de promo pour l'Afrique du Sud uniquement)
- Keeping The Dream Alive (45 tours, maxi 45 tours, cassette, CD et CD promo)
- Kissed You in the Rain (45 tours, maxi 45 tours, cassette, CD et CD promo)
- Diana (45 tours, cassette et CD promo)
- All I Can Do (45 tours, maxi 45 tours et CD)